# Distretto di Ambohidratrimo
Il distretto di Ambohidratrimo è un distretto del Madagascar situato nella regione di Analamanga. Ha per capoluogo la città di Ambohidratrimo.
La popolazione del distretto è di 378 099 abitanti (censimento 2011).